# Tor Books
Tor Books ist der Haupt-Imprint von Tom Doherty Associates, einem amerikanischen Verlag aus New York City, der Teil der Verlagsgruppe Georg von Holtzbrinck ist.
Tor Books veröffentlicht hauptsächlich Science-Fiction- und Fantasy-Literatur (SFF) und gibt das Online-Science-Fiction-Magazin Tor.com heraus. Im deutschen Sprachraum veröffentlicht der zur gleichen Verlagsgruppe gehörende S. Fischer Verlag unter dem Imprint FISCHER Tor aus dem Englischen übersetzte und deutsche SFF-Werke.

## Geschichte
Tor wurde von Tom Doherty 1980 gegründet. Tor ist ein altenglisches Wort für einen felsigen Hügel oder Berg, wie er im Logo des Verlags dargestellt wird.
Tor Books wurde 1987 an St. Martin’s Press verkauft. Mit St. Martin’s Press, Henry Holt und Farrar, Straus and Giroux wurde der Verlag zu einem Teil der Holtzbrinck-Gruppe, die nun in den USA Teil von Macmillan ist. 2019 zog Tor vom Flatiron Building in größere Räume im Equitable Building um.
Tor war 2012 einer der ersten Verlage, der DRM-freie E-Books herausgab.

## Imprints
Neben dem Haupt-Imprint „Tor Books“ gehören zu Tor auch die Imprints „Forge“, unter dem verschiedene belletristische Titel veröffentlicht werden, „Starscape“ (für ab Zehnjährige), „Tor Teen“ (für ab Dreizehnjährige) und „Tor.com“ (Novellen und Kurzgeschichten, nicht zu verwechseln mit dem gleichnamigen Online-Magazin desselben Verlags).
In Großbritannien werden unter dem Imprint „Tor UK“ ebenfalls Werke der SFF-Literatur veröffentlicht, ebenso wie auf Computerspielen basierende Werke für ein junges Publikum. Unter „Orb Books“ werden Science-Fiction-Klassiker neu aufgelegt. „Tor Labs“ veröffentlicht Podcasts.
In Deutschland entstand 2016 das Imprint „FISCHER Tor“ als Teil des S. Fischer Verlags, der auch zur Holtzbrinck-Gruppe gehört. Darunter werden deutsche Übersetzungen internationaler Werke sowie deutschsprachige Titel veröffentlicht. FISCHER Tor veröffentlicht auch das Internetmagazin Tor Online, das auf demselben Konzept basiert wie das englischsprachige Magazin Tor.com, aber eigene Inhalte veröffentlicht.

## Autoren
Zu den Autoren, die von Tor Books und Forge herausgegeben werden, gehören Kevin J. Anderson, Steven Brust, Orson Scott Card, Jonathan Carroll, Charles de Lint, Philip K. Dick, Cory Doctorow, Steven Erikson, Terry Goodkind, Steven Gould, Brian Herbert, Glen Hirshberg, Robert Jordan, Andre Norton, Harold Robbins, Brandon Sanderson, John Scalzi, V. E. Schwab, Skyler White und Gene Wolfe.
Zu den Autoren von Tor UK gehören Douglas Adams, Rjurik Davidson, Amanda Hocking, China Miéville, Adam Nevill und Adrian Tchaikovsky.

## Ehrungen
Tor gewann während 29 aufeinanderfolgenden Jahren (1988 bis 2016) die Umfrage von Locus Magazine als bester Science-Fiction-Verlag.
Seit 2015 ist Tor gemäß Worlds Without End der am häufigsten mit Auszeichnungen und Nominationen bedachte Science-Fiction-, Fantasy- und Horror-Verlag im englischen Sprachraum, vor Gollancz. Bis 2018 hatte Tor bei 16 Literaturpreisen für insgesamt 2353 Romane von 576 Autoren 579 Nominationen und 111 Auszeichnungen erhalten.